# 苏珊娜·法林顿
苏珊娜·法林顿（英語：Suzanne Farrington，原姓霍尔曼；1933年10月12日—2015年3月1日）是英國演員費雯麗和第一任丈夫赫伯特·利·霍爾曼（Herbert Leigh Holman）的獨生女。母親去世後，法林頓繼承了母親的文件，包括信件、照片、合同和日記。

## 早年生活
1933年10月12日，蘇珊娜·霍爾曼出生在倫敦布爾斯特羅德街8號的療養院。母親當時19歲，與律師赫伯特·利·霍爾曼結婚還不到一年。她這一天的日記只寫著：“生了一個孩子——一個女孩。”分娩過程很困難：蘇珊娜早產了一個月，分娩過程並不輕鬆。母女倆過了好幾個星期才回家，但回到家後，母親很快就感到無聊，因為工作人員把家裡打理得井井有條，嬰兒也得到保姆的精心照顧。霍爾曼一家雇有一名女傭和一名廚師，现在又有了被雇來照顧孩子的保姆奧克。
母親雖然專注於演藝事業，很快在《道德的面具》（The Mask of Virtue）劇中獲得不錯的關注，但偶爾也會担任新媽媽的角色，被拍到過抱著孩子的照片。在費雯麗的藝名下，母親更多地參與到演藝事業中，也更加成功，而丈夫和撫養女兒則變得不那麼重要了。
儘管費雯麗起初非常關心女兒的健康，但事業才是最重要的，蘇珊娜的照顧變成了父親和外祖母格特魯德·哈特利的責任。第二次世界大战期間，蘇珊娜隨外祖母前往加拿大，與姨媽弗洛倫丝·湯普森住在一起。她在戰爭期間繼續接受教育，开始于溫哥華的一所修道院學校。
費雯麗只去加拿大探望過她一次，那是在1940年11月。這次探望對大家都造成了創傷，因為媒體很快發現“郝思嘉”在溫哥華，她的女兒则在一所修道院學校就讀，這不僅带来了蘇珊娜不想要的風頭，还有谣言说她会被人绑架。嬷嬷還擔心她照顧的其他孩子的安全，于是蘇珊娜被她的祖母轉到走讀學校。格特魯德·哈特利改變了計劃，在整個戰爭年代一直和外孫女在一起。
1940年，費雯麗和霍爾曼離婚。父親獲得了蘇珊娜的監護權，並在威爾特郡的齐尔斯購買了莊園農場別墅，供兩人居住。
與劳伦斯·奥利维尔結婚後直到1950年，費雯麗一直與女兒聯繫甚少，不过苏珊娜与西蒙·塔尔坎·奥利维尔關係密切，他是繼父与吉尔·埃斯蒙德所生的兒子。她初入社交界的派對在倫敦朗兹广场奥利维尔的公寓舉行。

## 晚年生活
1951年開始，蘇珊娜在多塞特郡的舍伯恩女子學校和瑞士精修學校完成學業後，又在皇家戏剧艺术学院學習了兩年。儘管她希望成為一名演員，但在1953年3月參加學院年度演出後，她並沒有繼續這一職業。
電影歷史學家肯德拉·比恩这样描述蘇珊娜的成長和後來的生活，说在此期間她的外祖母繼續充當着一名“代理母親”。20世紀50年代末，她在外祖母位於骑士桥的美容文化學院任教。蘇珊娜繼續與塔尔坎保持著親密的友誼。
到了20世紀50年代末，蘇珊娜和母親開始了更加親密的母女關係，費雯麗到访了齐尔斯的家，蘇珊娜經常與親生父母一起旅行和度假。1957年12月6日，她與父母一起從意大利度假回來後，與年長她五歲的保險經紀人兼高管羅賓·內維爾·法林頓結婚。婚宴在倫敦海德公園酒店舉行。利·霍爾曼、費雯麗和劳伦斯·奥利维尔都出席了。1958年12月5日，蘇珊娜生下了长子內維爾·利·法林頓。她还有两个儿子，魯珀特·法林顿和喬納森·法林顿。
1967年7月8日，蘇珊娜的母親去世，她繼承了大部分遺產。在她母親的長期看護者兼伴侶杰克·梅里韦尔的全力支持下，她收到了費雯麗的私人文件，其中包括1932年以來的信件、照片、合同和日記。
1982年2月8日，蘇珊娜的父親去世，她繼承了齐尔斯的房子。20世紀80年代末，作家雨果·維克斯聯繫她查閱費雯麗的文件，撰寫《費雯麗：傳記》（Vivien Leigh: A Biography，1988）。2005年，傳記作家特里·科爾曼在撰寫《奥利维尔授權傳記》（Olivier, The Authorized Biography）時查閱了费雯丽的文件，並在前言中感謝了法林頓。
2003年，蘇珊娜·法林頓出席了多塞特里吉斯港學校的法林頓音樂學校開學典禮，這是她罕見的公開露面之一，該校以她已故的丈夫、學校前任主席的名字命名。

## 去世
蘇珊娜·法林頓於2015年3月1日在威爾特郡下齐尔斯去世，享年81歲，死因不明。丈夫羅賓·法林頓於2002年6月13日去世。